# Marea galàctica

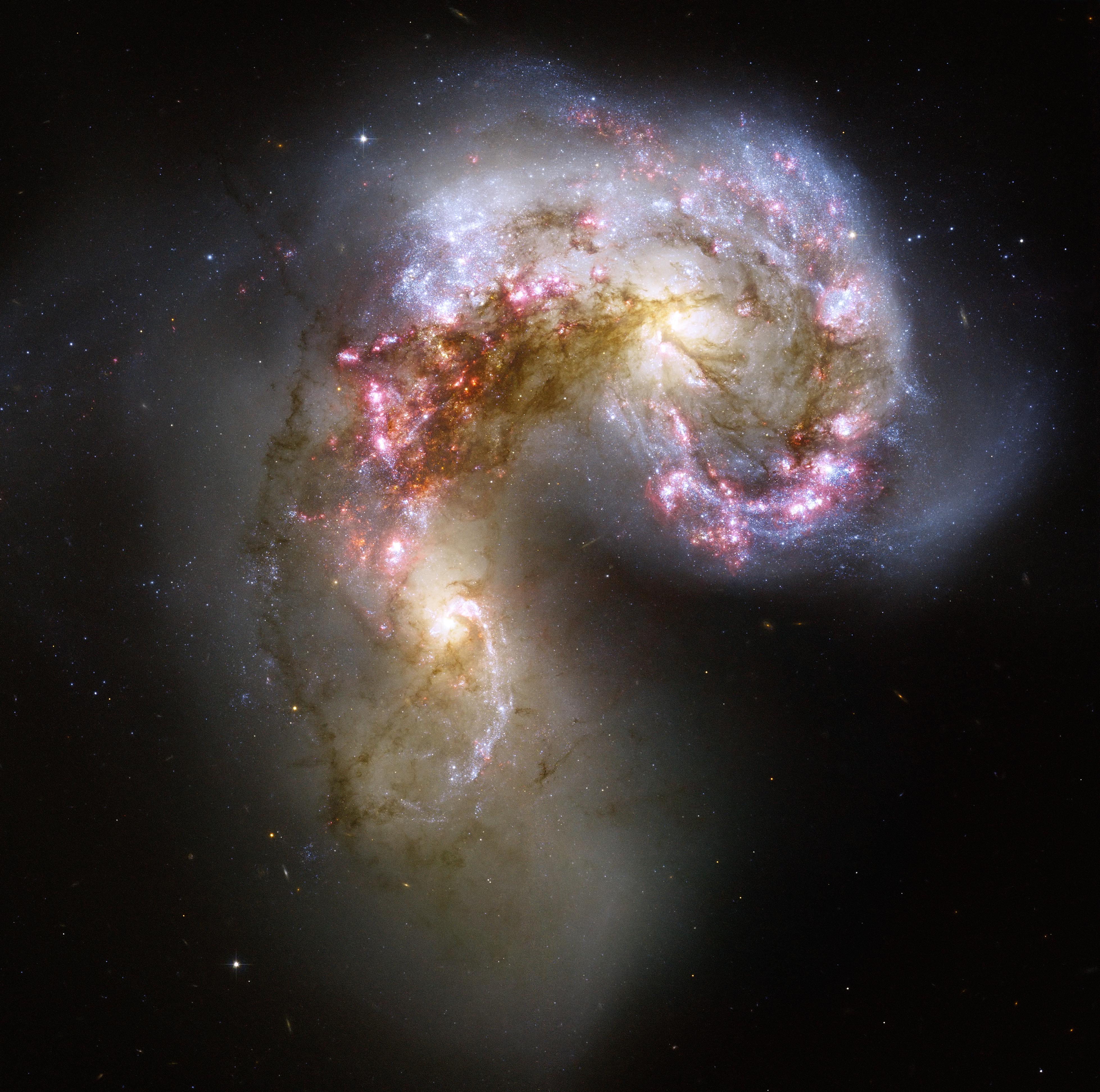
Les enormes pertorbacions i traces produïdes per les Galàxies Antennae, NGC 4038 i NGC 4039.

Marea galàctica és una força de marea exercida en objectes estel·lars pel camp gravitacional d'una galàxia. D'una manera semblada a com ocorre en la Terra, a causa de la diferenciació regional de les forces gravitatòries de la Lluna. Així que un cos molt proper o immers en una galàxia experimentés l'acció de les seves forces gravitatòries de manera intensa. Això pot ocasionar que es dilati cap al centre de la galàxia o sofreixi alteracions en la seva orbita. Els temes d'interès respecte a les marees galàctiques contempla l'estudi de col·lisions galàctiques, la disrupció de les galàxies nanes, les galàxies satèl·lits, i l'efecte de les marees de la Via Làctia sobre l'hipotètic núvol d'Oort del sistema solar.

## Origen
Quan un cos (com l'objecte blau en el diagrama de l'esquerra) està en un camp gravitatori d'una massa gran (l'objecte groc), resulta distorsionat per la marea.
L'atracció gravitatòria augmenta en disminuir la distància; com més a prop és l'objecte A a un objecte B, més intensament és A i es veu afectat per la gravetat de l'objecte B, segons la llei de la gravitació universal. Això també s'aplica a les diferents parts d'un objecte; La superfície de l'objecte A sent una atracció més forta a l'objecte B que el nucli de l'objecte A. Quan la gravetat d'un altre objecte és particularment forta, això fa que la superfície de l'objecte més petit es desprengui des del nucli, i l'objecte es disten i s'aplana en la direcció de l'objecte més gran. El gran cos sent una distorsió similar però molt més feble causat de la mateixa manera pel camp gravitatori del cos petit. En termes tècnics, la forma d'equilibri del cos petit és el que minimitza la seva energia potencial gravitatòria. En el but de l'espai, això seria una esfera. No obstant això, en la proximitat del cos gran, la forma d'energia més baixa potencial és un ovoide que s'allarga des de l'eix que uneix els dos cossos.
Per exemple, les marees de la Terra són causades per la distorsió que la Lluna i el Sol causen en el camp gravitatori de la Terra. En aquest cas, la rotació de la Terra és prou lenta que la Terra és capaç de reformar-se de manera que les distorsions es mantenen orientades aproximadament en la direcció de la Lluna i el Sol. Des del punt de vista d'una persona a la superfície, es passa a través dels eixos llargs de les distorsions aproximadament dues vegades al dia per a cadascun, en la qual es pot experimentar la marea alta. Atès que les posicions relatives de la Terra, el Sol i la Lluna estan en constant canvi, els efectes de les marees reforcen o contraresten entre si en diversos graus. (vegeu marea de primavera).
Les marees galàctiques demostren els mateixos processos en una escala molt més gran. Les marees de galàxies interaccionants s'estiraren cap a les altres. Amb el temps es poden aplanar i dilatar cap al centre de la galàxia, o patir pertorbacions de les òrbites. D'altra banda, si les galàxies estan girant ràpidament, les seves seccions poden no ser capaces de seguir el ritme de la distorsió com la Terra, i es poden formar llargues cues d'estrelles i altres regions altament distorsionades, com es veu en els diagrames d'aquest article.

## Efectes en les galàxies externes

### Col·lisions galàctiques
Les forces de marea depenen dels gradients d'un camp gravitacional, més que de les seves forces, ja que els efectes estan usualment limitats als voltants immediats d'una galàxia. Dues galàxies grans que experimenten una col·lisió o que passen a prop l'una de l'altra estaran subjectes a les forces de marea de manera intensa, sovint produint les més impressionants demostracions visuals dels seus efectes en acció.
Dues galàxies que interaccionen no sempre col·lidiran de manera directa (del tot) i les forces de marea distorsionaran cada galàxia al llarg d'un eix assenyalant lluny de la seva pertorbació. Mentre les galàxies orbiten breument una a l'altra aquestes regions distorsionades, llançaran lluny del cos principal de cada galàxia a causa de la rotació diferencial d'entre elles una espècie de "cues de marea" l'aspecte de la qual sembla severament corb; en el cas d'una cua lineal que apareix és probablement en la riba. Les estrelles i el gas que comprenen les cues podran haver estat expulsades dels discos galàctics distorsionats (o altres extrems) d'un o tots dos cossos, més que del centre gravitatori resultant de tots dos centres galàctics. Dos exemples notoris de col·lisions galàctiques produint cues o traces de marea són les Galàxies dels Ratolins i les Galàxies Antennae.
De la mateixa manera que la Lluna provoca les marees en extrems oposats de la Terra, una marea galàctica produeix dos braços en el seu acompanyant galàctic. Mentre una cua enorme es forma en la galàxia pertorbada, és igual o més massiva que la seva companya, si una és més enorme que la galàxia pertorbada, llavors el braç que arrossegui serà relativament secundari, i el braç davanter també anomenat "pont", serà més prominent. Típicament, és molt difícil distingir els ponts de les cues de marea. En el primer cas, el pont pot ser absorbit per les galàxies o ser el resultat de la unió d'elles i es manifesten per un tenir un temps curt de formació que una cua de marea típica.
D'altra banda, si una de les dues galàxies es troba en primer pla, llavors la segona i el pont entre elles pot estar ombrejat parcialment. Aquests efectes visuals dificulten extremadament la possibilitat de distingir on acaba una galàxia i on comença l'altra. Els rínxols de la cua de marea que uneix una galàxia a la seva galàxia major poques vegades romanen entre elles.

### Interacció amb galàxies satèl·lit
A causa que els efectes de la marea es manifesten enèrgicament en el veïnatge d'una galàxia, les galàxies satèl·lit són particularment afectades. Aquesta força externa sobre aquestes galàxies satèl·lit, pot produir moviments més o menys ordenats dins d'elles, portant a efectes visibles a gran escala: l'estructura i la cinemàtica interiors d'una galàxia satèl·lit nana poden ser severament afectades per una marea galàctica induint la rotació (igual que amb les marees dels oceans de la Terra) o una proporció anòmala de massa lumínica. Les galàxies satèl·lit també poden ser subjectes a un despreniment que ocorre durant una col·lisió, on estrelles i gas són separades de les extremitats d'una galàxia, per ser absorbits -possiblement- per la seva companya. La galàxia nana M32, una galàxia satèl·lit d'Andròmeda, pot haver perdut els seus braços espirals a causa de despreniment causat per les marees, mentre que el nucli romanent va poder haver-se format com a resultat de moviments induïts per la mateixa marea sobre els núvols moleculars.

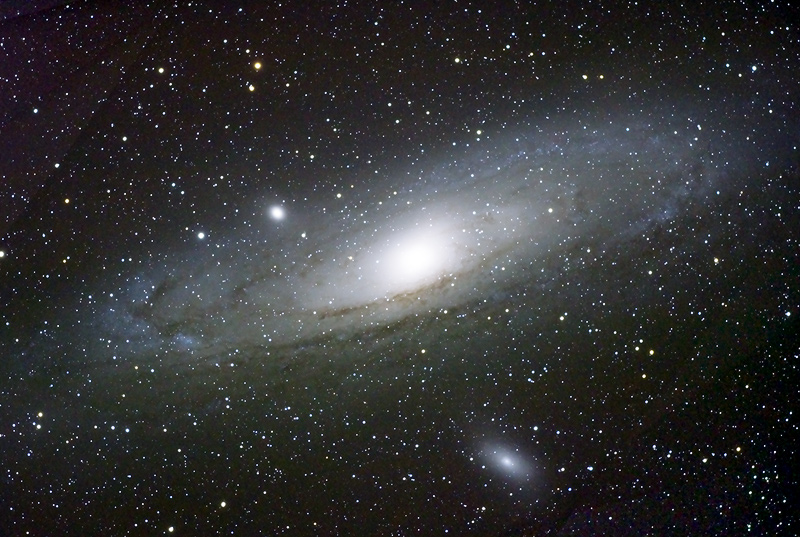
La Galàxia d'Andròmeda. Vegeu la seva galàxia satèl·lit M32 (a dalt a l'esquerra) els braços espirals de la qual han estat despresos per la influència de les forces de marea d'Andròmeda que els ha absorbit

El mecanisme de despreniment és el mateix entre dues galàxies més o menys similars encara que el seu camp de gravitació relativament feble asseguri que només la galàxia satèl·lit i no l'amfitriona és afectada. Si la galàxia satèl·lit és molt menor que l'amfitriona, la marea de residus produïts és probable que siguin simètrics i seguint una òrbita semblant traçant la sendera de la galàxia satèl·lit, però si la galàxia satèl·lit és raonablement gran sobre una deumil·lèsima part de la massa de l'amfitrió, llavors la gravetat pròpia afectaria a la de l'amfitrió trencant la simetria i accelerant les cues en direccions diferents. L'estructura resultant depèn de la massa i l'òrbita de la galàxia satèl·lit, i de la massa i l'estructura de l'aurèola galàctica suposada al voltant de la galàxia amfitrió, i pot proporcionar els mitjans per estimar el potencial de matèria fosca d'una galàxia, com per exemple, la Via Làctia.
Una galàxia satèl·lit nana pot eventualment ser completament distorsionada per formar una marea massiva d'estrelles i gas embolicant-se al voltant del cos major. Se suggereix que extensos discos de gas i estrelles al voltant d'algunes galàxies, com el cas d'Andròmeda, poden ser el resultat del complet enfonsament o disrupció causat per les marees (i la subseqüent fusió amb la galàxia major) d'una galàxia satèl·lit nana.

## Efectes en cossos immersos en una galàxia
Els efectes de marea, també són significatius dins d'una galàxia, on el seu gradient és possible que sigui escalat. Això va poder tenir conseqüències en la formació de les estrelles i sistemes planetaris. Típicament la gravetat d'una estrella domina dins de cert sistema, amb solament algunes estrelles properes que passen i que afecten la seva dinàmica. No obstant això, en els extrems del sistema, la gravetat del sistema és feble i els efectes de la marea galàctica poden ser significatius. Dins del nostre sistema solar, l'hipotètic núvol d'Oort, que s'ha suposat com la font d'estrelles de llarg període resideix en una regió de transició.

Diagrama del Núvol d'Oort.

El núvol d'Oort s'ha suposat com una regió molt gran (possiblement amb un radi per sobre d'un any llum) al voltant del nostre sistema solar, i que la variació del camp gravitacional de la Via Làctica en la distància és significant. Perquè el seu gradient i el seu aspecte esfèric pot ser deformat per la marea galàctica, allargant-la en direcció al centre de la nostra galàxia, i comprimint-la en dos eixos. El mecanisme que se suposaria seria el mateix que l'existent entre la Terra i la Lluna.
La gravetat solar és suficientment feble a certa distància que aquestes petites pertorbacions galàctiques poden provocar que algun planetesimal (objectes sòlids existents en els discs protoplanetaris i en els discos residuals) surti de la seva òrbita llunyana, enviant-ho al Sol i els planetes en reduir notablement el seu periheli. Aquest cos si està compost d'una barreja de pedra i gel, arribaria a ser un cometa en presència propera del Sol, a causa de la seva radiació latent a la rodalia del sistema solar.
S'ha suposat que la marea galàctica pot també contribuir a la formació d'un núvol d'Oort, en incrementar el periheli dels objectes planetesimals amb un enorme afeli. Això mostra que els efectes de la marea galàctica són complexos, i depenen principalment del comportament dels objectes individuals dins d'un sistema planetari. Acumulativament l'efecte pot ser bastant significatiu, no obstant això fins a un 90% de totes les estrelles originades en el núvol d'Oort poden ser el resultat dels efectes de la marea galàctica.